# Організація непредставлених націй та народів
Організа́ція непредста́влених на́цій та наро́дів (ОННН, англ. Unrepresented Nations and Peoples Organization, UNPO) — демократична, міжнародна неурядова організація, заснована на добровільній участі. Є спілкою тубільних народів, захоплених націй, меншин та незалежних держав і територій, що недостатньо представлені у світі. Організація була заснована в 1991 році в Гаазі, і відтоді стала майданчиком для обговорення та артикуляції проблем і пропозицій для майже 60 народів з усього світу.
Метою ОННН є захист інтересів корінних народів, що не мають власних держав, людських і культурних прав учасників, захист довкілля, пошук мирних вирішень суперечок, що їх стосуються. ОННН забезпечує громадське обговорення їхніх прагнень та сприяє виходу своїх членів на міжнародній рівень.
Учасники ОННН зазвичай не представлені дипломатично (або лишень із другорядним статусом, наприклад як спостерігач) у головних міжнародних установах, таких як ООН.
В ОННН встановлено 5 головних положень:
- рівні права самовизначення
- дотримання загальноприйнятих прав людини, зокрема згідно з Загальною декларацією прав людини
- прихильність до основ демократичного плюралізму і відмови від тоталітаризму й релігійної нетерпимості
- захист природного середовища

Усі члени мають підписати й дотримуватися Договору ОННН (англ. UNPO Covenant).
Засідання Організації непредставлених народів і націй в Криму.
Рішення про проведення засідання Президії ОННН в Криму було прийнято на конференції в Брюсселі, що відбулася в 2007 році.
Як повідомляє прес-служба меджлісу, засідання Президії ОННН пройшло в Сімферополі з 8 по 12 жовтня 2009 року. Приймаючою стороною виступав меджліс кримськотатарського народу. Виїзне засідання буде присвячено проблемам відновлення прав кримсько-татарського народу.
В рамках заходу пройшли зустрічі членів президії з представниками президії меджлісу і ревізійної комісії Курултаю. Також проведено розширений круглий стіл на тему «Відновлення прав кримськотатарського народу: стан і перспективи».
Крім цього, відбулися візити членів Президії ОННН в місця компактного проживання кримських татар та відвідування історико-культурних пам'яток кримськотатарського народу в Сімферополі, Бахчисараї, Ялті та Євпаторії.

## Члени

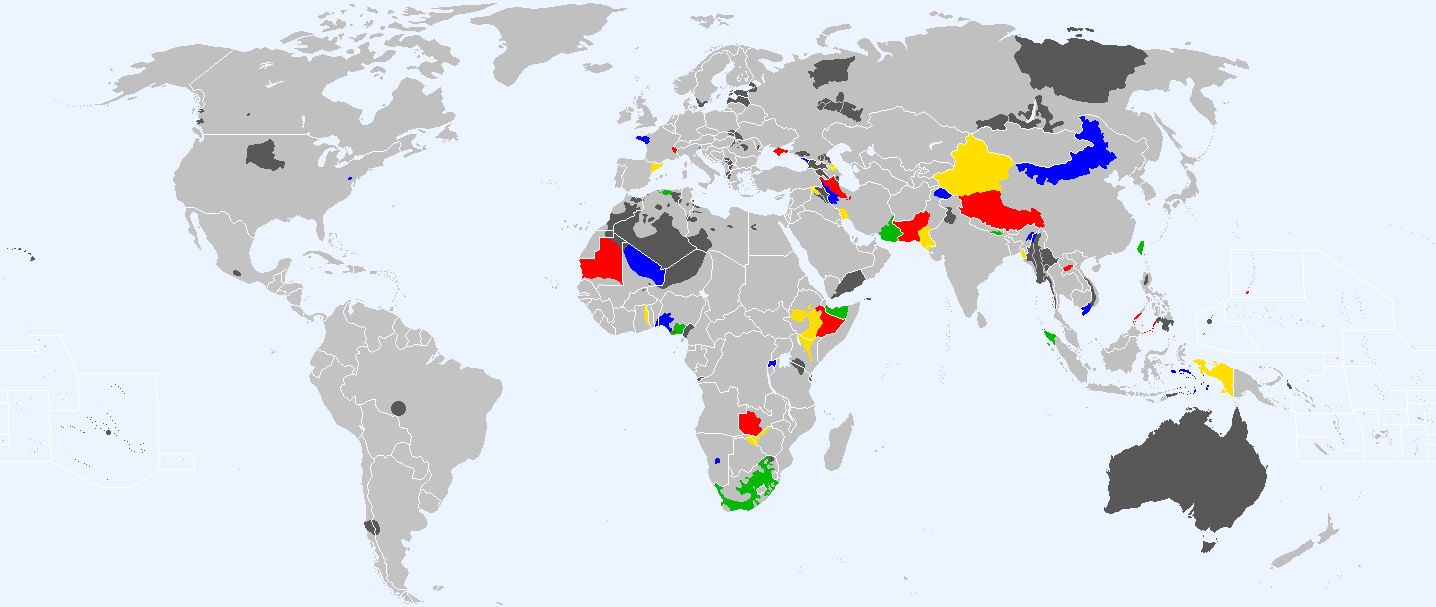
Члени ОНН

| Америка - Мапуче Африка - Бастери - Венда (ПАР) - Занзібар (офіційно в складі Танзанії) - Масаї - Оґоні - Оромо - Південний Камерун - Пігмеї - Сомаліленд | Азія - Араби Хузестану - Ассирійці - Балочистан (Белуджистан) (Іран) - Нації Читтагонгу - Внутрішня Монголія (Китай) - Деґар - Іракський Курдистан - Іранський Азербайджан - Карени (у М'янмі) - Іранський Курдистан - Мешканці Молуккських островів - Мони - Наґалім - Нації Читтагонгу - Південні кхмери (В'єтнам) - Синдги - Східний Туркестан - Тайвань (до 2006 р. — Демократична партія Тайваню, після 2006 — міністерство іноземних справ Тайваню в особі Тайванського фонду за демократію) - Тибет (так званий «уряд Тибету у вигнанні») - Тува - Іракські туркмени - Халістан - Чини (у М'янмі) - Шани (у М'янмі) | Європа - Абхазія - Албанці в Північній Македонії - Башкортостан - Греки в Албанії - Інгушетія - Комі - Косово - Кримці1 - Кумики - Лезгистан - Талиші - Татарстан - Угорці Трансильванії (Румунія) - Удмуртія - Черкеси (адиги) - Чувашія | Океанія - Австралійські аборигени - Гавайці |

## Колишні члени

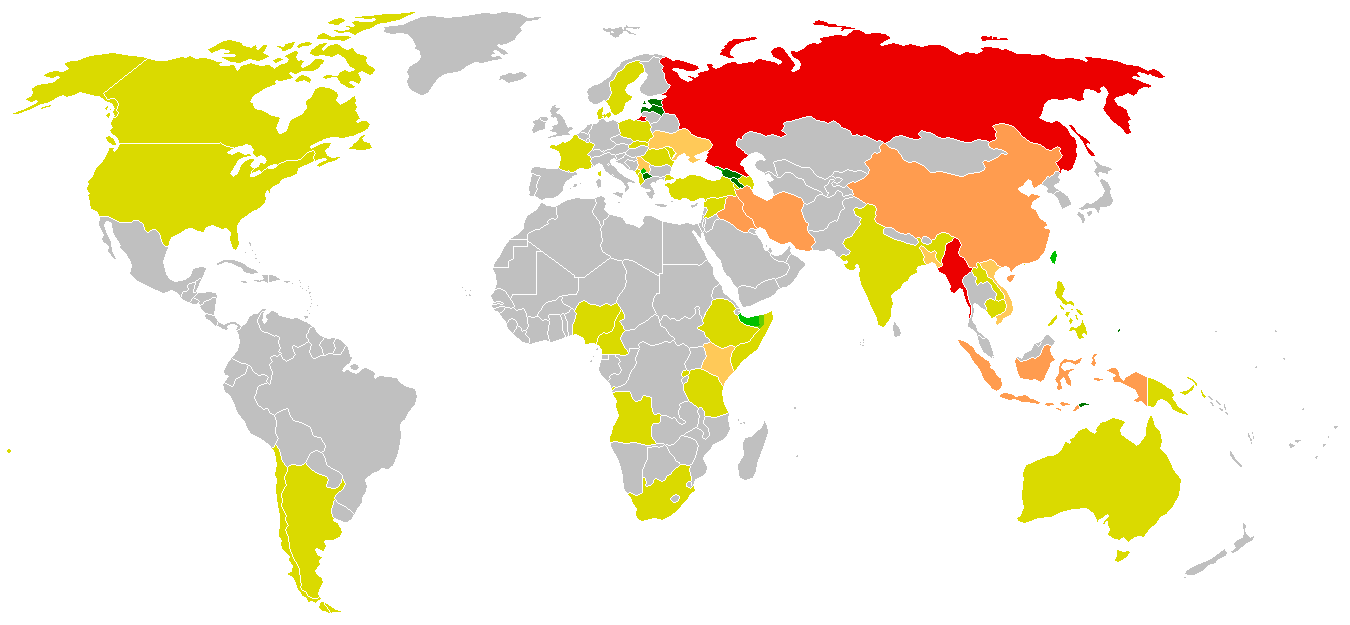
Кількість членів ОННН за країною:
Колишні члени
У дійсності незалежні держави
1 член
2 члени
3 члени
Понад 3

Минулі члени ОННН, досягли визнання ООН
- три балтійські країни, захоплені Радянським Союзом. Тепер незалежні:
  -  Естонія
  -  Латвія
  -  Литва
- дві кавказькі країни, також колишні республіки СРСР:
  -  Вірменія
  -  Грузія
- інші:
  -  Східний Тимор — колишня Португальська колонія, що знаходилась під Індонезійською окупацією.
  -  Палау — у минулому частина Підпорядкованих теренів Тихоокеанські острови, контрольованих США

## Генеральні секретарі
| Michael van Walt van Praag | Майкл ван Вальт ван Прааг | 1991-1997 |
| Jampa Tsering              | Тсерінг Джампа            | 1997-1998 |
| Helen S. Corbett           | Гелен С. Корбетт          | 1998-1999 |
| Erkin Alptekin             | Еркін Алптекін            | 1999-2003 |
| Marino Busdachin           | Маріно Бусдачін           | 2003-досі |